# Lauritz Jensen
Lauritz Jensen, född 22 augusti 1859 i Viborg i Danmark, död 4 februari 1935 i Köpenhamn, var en dansk skulptör, som nådde berömmelse som en av Danmarks främsta skulptörer av djur. 
Lauritz Jensen utbildade sig på en ritskola, under en tid som elev till Vilhelm Bissen samt på Det Kongelige Danske Kunstakademi i Köpenhamn 1877-85. Han blev fast utställare på Charlottenborg och ledamot av Det Kongelige Akademi for de Skønne Kunster 1909-17.
År 1889 gjorde han en resa till Rom 1889 och vistades tre år i USA 1894-96 som medarbetare till Carl Rohl-Smidt (1848-1900) i Chicago. 
Lauritz Jensen fick en folklig popularitet genom sitt arbete för tre av de stora konstindustriföretagen. Hans karriär började som figurskapare under Bertel Ipsen (1846-1917) hos P. Ipsens Enke från omkring 1885, där han gjorde 91 figurer. Därefter arbetade han för både Bing & Grøndahl och för Royal Copenhagen, där han under åren 1906-16 skapade minst 15 figurer.
Lauritz Jensen mottog Eckersbergmedaljen 1898 samt 1905, vid det senare tillfället för skulpturgruppen To løver.

## Verk i urval
- To løver (De utilfredse) skulpturgrupp 1905, Gunnar Nu Hansens Plads i Köpenhamn
- En gøende jagthund, friskulptur 1900, Statens Museum for Kunst i Köpenhamn
- To jagthunde, der står for hønsene, friskulptur 1894, Statens Museum for Kunst i Köpenhamn
- To kristne på arenaen, skulpturgrupp 1889, Ny Carlsberg Glyptotek i Köpenhamn